# Éditions Larousse
Éditions Larousse är ett fransk bokförlag som främst ger ut facklitteratur. Förlaget grundades 1852 under namnet Librairie Larousse et Boyer. Sedan 2004 ägs det av Hachette.